# Biblioteca conventual
Una biblioteca conventual es una biblioteca centrada en el resguardado de libros de culto y liturgia cristianos: oracionales, textos pastorales de homilética y catequesis, los cañones o posiciones disciplinares, los calendarios, libros de cómputo al servicio de la liturgia, compilaciones históricas de personajes o de iglesias locales, tratados doctrinales, textos para información del clero y tantos otros aspectos de la vida interna eclesial.
Sin embargo, los cambios sociales e industriales marcaron cambios importantes en sus contenidos, que posteriormente dejaron de ser clericales a contener temas de pensamientos elevados como la filosofía clásica, las ciencias y algunos otros pormenores que inquietaban a las mentes brillantes de las diversas épocas que atravesaron estas bibliotecas.

## Inicios de las bibliotecas conventuales
La primera biblioteca eclesiástica: la de Jerusalén
Eusebio de Cesárea hace referencia al obispo jerosolimitano Alejandro, que fue martirizado en tiempos de Trajano y fundó en su sede de la primera biblioteca eclesiástica conocida. Fue pauta en la antigüedad para la creación de acervos en las restantes Iglesias, conteniendo libros litúrgicos y bíblicos, así como cuantos tratados pudieran contribuir al adoctrinamiento de la catequesis o de la pastoral.

## SigloIV
Así comenzaron a proliferar las bibliotecas de corte religioso, en África, la biblioteca de Hipona fundada por San Agustín, en Roma se sabe que en tiempos del pontífice San Hilario había muchas bibliotecas de este tipo que ayudaban a obispos de diferentes lugares buscando textos ascéticos y literarios que requerían en sus iglesias. Desde ese momento queda claro que lo que será resguardado por la iglesia serán libros de culto y liturgia cristianos, los oracionales, textos pastorales de homilética y catequesis, los cañones o posiciones disciplinares, los calendarios, libros de cómputo al servicio de la liturgia, compilaciones históricas de personajes o de iglesias locales, tratados doctrinales, textos para información del clero y tantos otros aspectos de la vida interna eclesial.

## SigloVI
La orden monástica fundada por Benito de Nursia destacó en la difusión de Bibliotecas, al convertir la lectura y con ello la Biblioteca en instrumento ascético de primer orden. Destacando un precepto interesante de la Regula vítae "En los días de Cuaresma, reciban todos los monjes su correspondiente libro de la Biblioteca que deberán leer por orden y enteramente: tales libros dense al principio de la Cuaresma". Donde se puede deducir que a partir de allí las bibliotecas conventuales era una necesidad reglamentaría.

## Bibliotecas conventuales en España en elsigloVI-viii
Si bien existen indicios de bibliotecas conventuales en Hispania desde las persecuciones religiosas de Dioclesiano, también se tiene conocimiento que en dichas instituciones el rollo fue rápidamente dejado de lado para generalizar el uso del "codex" su historia se entrecorta por periodos, desde el visigótico donde el establecimiento de los Suevos al occidente de la península, bajo su dominio floreció la Biblioteca del apóstol evangelizador de los suevos, San Martín de Dumio fundó en el siglo VI dicha biblioteca.
En la región visigótica la iglesia hispalense o de Sevilla, fundada por San Leandro a finales del siglo VI, en Cataluña cobró notoriedad la Biblioteca del Monasterio Biclarense o de Valclara, o la del monasterio servitani de Levante hispano. Ya en el siglo VII San Isidoro de Sevilla brilla por su Etymologiarum opus de carácter enciclopédico que representa la síntesis del saber cultural de su época continuando la labor de su hermano San Leandro.
Aquellos esfuerzos de recolección a lo largo de los siglos visigóticos con la invasión árabe fueron destrozados, la dispersión de la comunidad cristiana hacia el sur llevó a los libros a un pequeño éxodo, varios países recibieron aquellos códices en monasterios fundados por obispos expulsados, Alemania, Verona, Lyon etc. Aun así algunas bibliotecas se salvaron como la de Córdoba o Toledo, de donde salieron notables códices de los "scriptoria" del lugar.

## Los copistas hispanos delsigloX-xi
Ya en el siglo X-xi el esplendor de las bibliotecas eclesiásticas incremento a niveles insospechado, las escuelas de calígrafos, catedralicias y monásticas adquirieron un nivel impresionante. La producción librera de los "scriptoria" o copistas mejoró en su calidad de manufactura, con ediciones lujosas que añadían detalles y colores aún más detallados. Por ello, eran acaparadas por las catedrales para las librerías episcopales o abaciales y para las bibliotecas que empezaban a funcionar con mayor organización. En los siglos posteriores del décimo al duodécimo se ven cambios tipográficos de la letra carolina.

## Baja Edad Media en las bibliotecas de España
El destino de las bibliotecas hispanas para la Baja Edad Media cambia con la aparición de la imprenta donde verán aumentada la cantidad de material libresco y no siempre bajo el control secular, se introduce el papel como material escriptorio, los bajos costos en los materiales y la asequibilidad de títulos al publicó será una primera etapa de cambio, la segunda se traduce como el aumento de lectores y la laicizacion de los temas, las bibliotecas universitarias y privadas empezaran a competir con las que exclusivamente poseían los monasterios.

## Mejoras a la infraestructura bibliotecaria
Aun así las bibliotecas catedralicias aumentan la diversidad de sus temas y el número de libros, mejoran sus instalaciones, se abre el número de lectores, los clérigos comienzan a interrelacionarse con las universidades y trabajan de forma interdisciplinaria. En la conservación libraría se introdujeron facetas nuevas: a los libri incatenati localizados en los coros, salas capitulares y sacristías; se colocaron armarios adecuados: mesas, bancos, atriles todo esto fue el nuevo ajuar de las bibliotecas, se hicieron catálogos, índices y se redactaron reglamentos. Se hizo oficial el uso de tintas rojas para los títulos, rubricas e iniciales, se redujeron ornatos, el uso más frecuente del papel, las encuadernaciones de cuero sobre tabla y en muchos otros casos repujado.

## Renacimiento español, época de avances
En la época del renacimiento español como su nombre lo dice fue el intento por la vuelta al pasado grecolatino, con la caída del imperio bizantino, mucha gente sabia migró a Occidente, muchos de ellos llegaron con las herramientas de su trabajo, copias de manuscritos, un acopio cuantioso de la cultura bizantina y del mundo clásico, muchos de ellos ofrecieron copias de aquello que consideraron digno de ser conservado por el interés occidental.
Los señores seculares plasmaron particular interés por estos documentos por lo que se dedicaron a acopiar los bienes recién llegados y con la imprenta se pusieron al alcance del común muchos más temas. Continuaron las bibliotecas catedralicias creciendo en sus librerías llamadas góticas, porque tales eran los caracteres que empleaban las primeras imprentas. Esta cercanía entre iglesias e imprentas contribuyó a su crecimiento libresco en las respectivas bibliotecas eclesiásticas.

## Bibliotecas conventuales en la Nueva España
Después que Hernán Cortés logró dominar a los pueblos indígenas, la llegada de las órdenes monacales a los nuevos territorios con el fin de evangelizar fue inminente y poco a poco llegaron frailes misioneros cargados con sus cajas de libros para ayudarse en los procesos de evangelización y en su larga estancia en su nuevo hogar.
Para ellos no era fácil iniciar en otros territorios y en nuevos conventos sin libros, personajes relevantes que sufrieron vicisitudes portando cantidades grandes de cajas de libros en sus viajes a la Nueva España son fray Bartolomé de las Casas y sus dominicos para llegar a Chiapas, un poco más venturoso fue el caso del filósofo agustino fray Alonso de la Veracruz quien desde una larga estancia en el país ibérico volvió en 1573 a las tierras michoacanas con más de sesenta cajones de libros con los que enriqueció las bibliotecas agustinas de México. Muchos de estos y otros libros estaban además de los textos clericales para la evangelización también contenían documentos para la educación, lectura y escritura.
El Doctor Ignacio Osorio en su obra historia de las bibliotecas novohispanas afirma que en las bibliotecas de colegios y seminarios muchas veces estaban conformadas por las colecciones privadas de los obispos, tal es el caso de fray Juan de Zumarraga y el Colegio de la Santa Cruz de Tlatelolco. Los jesuitas que tuvieron bibliotecas como la de San Ildefonso, el Colegio Máximo de San Pedro y San Pablo, el noviciado jesuita de Tepozotán y el colegio de San Juan de Letrán en la Ciudad de México, en las provincias como Pátzcuaro, Oaxaca y Puebla también instauraron bibliotecas.
Los temas principales al pasar los años fueron de predicación y administración sacramental, en los colegios se incluían temas de filosofía, teología, derecho y literatura principalmente escritos en lengua latina, francesa, italiana o española.Ya para el siglo XVII las bibliotecas conventuales crecieron considerablemente, pero los temas de sus colecciones no, a diferencia de lo ya visto en España, aquí seguía imperando la patrística, las sagradas escrituras, teología, hagiografía, vida espiritual etc. La orden que tuvo más bibliotecas fue la franciscana, con más de 62 y la más importante de ellas es el convento Grande de San Francisco en la Ciudad de México.

## Listado de bibliotecas de la orden de S. Francisco
1. Santiago Tlatelolco
2. San Cristóbal de Ecatepec
3. Santa María Asumpta de Otumba
4. Santa María de Todos Santos de Zempoala
5. San Simón y San Judas de Calpulapan
6. Santa María Asunción de Apam
7. San Juan Bautista de Tulancingo
8. San Pedro y San Pablo de Zacatlán
9. Santa María la Redonda
10. Santa María de la Visitación de Tepepam
11. La Asunción de Cuernavaca
12. San Bernardino de Xochimilco
13. Santa María Asumpta de la Milpa
14. San Antonio Tecomic
15. Santiago de Chalco
16. San Juan Bautista de Temamatla
17. Santa María de Ozumba
18. San Luis de Tlalmanalco
19. San Miguel de Coatlichán
20. San Luis de Huexotla
21. San Antonio de Texcoco
22. San Andrés de Chiautla
23. Consolación de San Cosme
24. San Gabriel de Tlacopam
25. Corpus Cristi de Tlalnepantla
26. San Lorenzo de Tultitlán
27. San Francisco de Tepexic
28. San José de Tula
29. San Bartolomé de Tepetitlán
30. San Martín de Alfajoyucan
31. 31. Santiago de Tecozautla
32. San Mateo de Hueychiapam
33. San Jerónimo de Aculco
34. San Pedro y San Pablo de Xilotepec
35. San Miguel Tzinacantepec
36. Santa María Asumpta de Toluca
37. San Pedro y San Pablo de Calimaya
38. San Juan Bautista de Metepec
39. San Francisco de Tepoyanco
40. La Asunción de Tlaxcala
41. San Juan Totola
42. Nativitas de Tlaxcala
43. San Felipe de Tlaxcala
44. San Juan Bautista de Atlaucatepec
45. Santa María de Texcalac
46. San Luis de Huamantla Santa María Nativitas Xalapam
47. San Miguel de Huejotzingo
48. San Andrés de Calpam
49. Santa María Asumpta de Tochimilco
50. San Martín de Quahquecholac
51. Santa María de la Visitación de Atlizco
52. San Gabriel de Cholula
53. San Francisco de Totomehuacan
54. San Juan Bautista de Quahtinchán
55. Santiago de Tecali
56. Santa María de la Asunción de Amozoc
57. Tepeaca
58. San Juan Evangelista de Acatzingo
59. Santa María Asumpta de Tecamachalco
60. Santa María de la Concepción de Tehuacán
61. Mexicalzingo
62. Cuatitlán[6]

## La independencia mexicana y los libros
En el siglo XIX México vivió su independencia y por lo tanto las viejas doctrinas eran contrarias al pensamiento liberal de momento, lo que provocó que casi todas las bibliotecas coloniales fueran dispersadas en los vaivenes socioculturales y poco quedó de lo que un día tanto hubo, Sin embargo, la importancia de las bibliotecas antiguas, en este caso las conventuales para el contexto histórico de México es importantísimo , pero su valía consiste en que sus libros permiten la reconstrucción de los procesos culturales de México en relación con la historia de las ideas.

## Orden y progreso
La organización de las bibliotecas coloniales o novohispanas fue a través de una catalogación temática y alfabética de autores. A diferencia de otras, las de México se distinguen, porque sus libros tienen una marca de propiedad o calcograma estampado a fuego con hierro candente en uno de los cantos que hoy en día se denomina marca de fuego. Pocas bibliotecas emplearon ex libris en estampa como la Turriana, la del Convento de San Francisco y el Seminario de Morelia, lo que si era de uso común es el ex libris manuscrito en español o en latín.